# Kamal Bahamdan
Kamal Abdullah Bahamdan (arabisch كمال عبد الله باحمدان, DMG Kamāl ʿAbd Allāh Bāḥamdān; * 12. Februar 1970) ist ein saudi-arabischer Unternehmer und Springreiter.

## Geschäftsmann
Bahamdan studierte an der Boston University und schloss hier als Bachelor of Science in Manufacturing Engineering ab. Er war von 2002 bis 2009 CEO der Bahamdan Group Holding Co., einer Investmentfirma mit Schwerpunkt in der MENA-Region. Neben einer Vielzahl weiterer Funktionen im Bereich der Finanzwirtschaft ist Kamal Bahamdan seit 2009 Mitbegründer und CEO der Safanad Limited, die ebenfalls im Finanz- und Investmentbereich tätig ist.

## Sportler
Siebenjährig begann er, unterstützt von seinem Vater zu reiten. Während seines Studiums in den Vereinigten Staaten nahm er dort an Springprüfungen teil, anschließend siedelte er nach Europa um. In dieser Zeit trainierte er bei Anne Kursinski, Bernie Traurig, Nelson Pessoa und Paul Schockemöhle. Unter der Führung Schockemöhles nahm Saudi-Arabien an den Olympischen Spielen 1996 teil, hierfür war für Kamal Bahamdan Holger Wulschners damaliges Spitzenpferd Missouri erworben worden. Mit Missouri bestritt Bahamdan in Atlanta seine ersten Olympischen Spiele.
2012 gewann er auf Noblesse des Tess bei den Olympischen Spielen in London mit der saudischen Mannschaft die Bronzemedaille.
Er trainiert bei Jan Tops, seit 2010 trainiert er mit der saudi-arabischen Mannschaft bei Stanny von Paesschen in Wisbecq.

### Pferde (Auszug)
- Noblesse des Tess (* 2001), braune Selle-Français-Stute, Vater: Cumano, Muttervater: Irak E, Besitzer: Kamal Bahamdan
- Missouri (* 1982), brauner Hengst der Rasse Edles Warmblut (Mecklenburger Abstammung), Vater: Mistral II, Muttervater: Intendant, aus dem Sport verabschiedet, bis 1995 von Holger Wulschner geritten[6]

### Erfolge

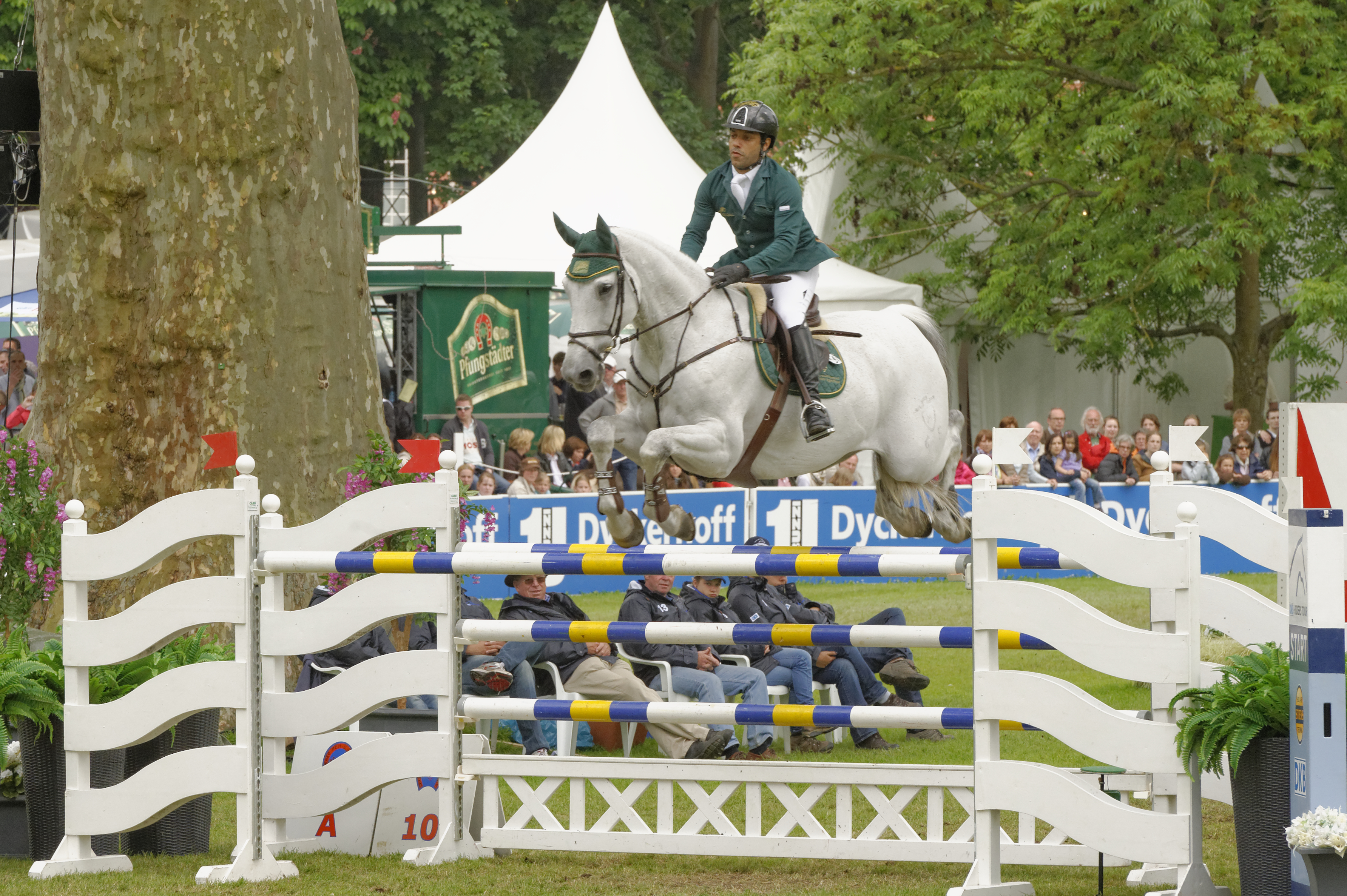
Kamal Abdullah Bahamdan auf Cézanne beim Internationalen PfingstTurnier Wiesbaden 2013

#### Championate und Weltcup
- Olympische Spiele
  - 1996, Atlanta: mit Missouri 18. Platz mit der Mannschaft und 76. Platz im Einzel
  - 2000, Sydney: mit Chanel 65. Platz im Einzel
  - 2004, Athen: mit Casita 43. Platz im Einzel
  - 2008, Beijing: mit Rivaal 11. Platz mit der Mannschaft und 48. Platz im Einzel
  - 2012, London: mit Noblesse des Tess 3. Platz mit der Mannschaft
- Weltreiterspiele
  - 1998, Rom: mit Chanel 34. Platz im Einzel
  - 2006, Aachen: mit Campus 22. Platz mit der Mannschaft und 74. Platz im Einzel
  - 2010, Lexington: mit Cezanne 8. Platz mit der Mannschaft und 114. Platz im Einzel
- Panarabische Spiele
  - 2004: 1. Platz mit der Mannschaft und 1. Platz im Einzel
  - 2011, Doha: 1. Platz mit der Mannschaft und 2. Platz im Einzel